# Ligue des champions de l'AFC 2008
Navigation
Édition précédente Édition suivante
La Ligue des champions de l'AFC 2008 est la 27e édition de la Ligue des champions de l'AFC et la 6e édition sous la dénomination Ligue des champions de l'AFC. Le club vainqueur de la compétition est désigné champion d'Asie 2008 et dispute la Coupe du monde des clubs 2008.
C'est le club japonais de Gamba Osaka qui remporte la compétition après avoir battu la formation australienne d'Adélaïde United en finale. Les deux formations participent là à la première finale internationale de leur histoire. L'attaquant thaïlandais de Krung Thai Bank Nantawat Tansopa est sacré meilleur buteur (avec neuf réalisations) tandis que le milieu de terrain Yasuhito Endō remporte le titre de meilleur joueur de la compétition.

## Participants
| Quarts de finale | Quarts de finale | Quarts de finale | Quarts de finale | Quarts de finale | Quarts de finale | Quarts de finale | Quarts de finale | Quarts de finale | Quarts de finale | Quarts de finale | Quarts de finale | Quarts de finale | Quarts de finale | Quarts de finale | Quarts de finale |
| --- | --- | --- | --- | --- | --- | --- | --- | --- | --- | --- | --- | --- | --- | --- | --- |
| - Urawa Red Diamonds - Tenant du titre | | | | | | | | | | | | | | | |
| Phase de groupes | | | | | | | | | | | | | | | |
| Asie de l'Ouest | Asie de l'Ouest | Asie de l'Ouest | Asie de l'Ouest | Asie de l'Ouest | Asie de l'Ouest | Asie de l'Ouest | Asie de l'Ouest | Asie de l'Est | Asie de l'Est | Asie de l'Est | Asie de l'Est | Asie de l'Est | Asie de l'Est | Asie de l'Est | Asie de l'Est |
| - Sepahan Ispahan - Champion d'Iran 2006-2007 - Saipa Karaj - Vainqueur de la Coupe d'Iran 2007 - Arbil SC - Champion d'Irak 2006-2007 - Al Qowa Al Jawia Bagdad - Finaliste du championnat d'Irak 2006-2007 - Al Kuwait Kaifan - Champion du Koweït 2006-2007 - Al Qadisiya Koweït - Vainqueur de la Coupe du Koweït 2007 - Al Sadd Doha - Champion du Qatar 2006-2007 - Al Gharrafa Doha - Vice-champion du Qatar 2006-2007 - Al Ittihad Djeddah - Champion d'Arabie saoudite 2006-2007 - Al Ahly Djeddah - Vainqueur de la Coupe d'Arabie saoudite 2007 - Al-Karamah SC - Champion de Syrie 2006-2007 - Al Ittihad Alep - Vice-champion de Syrie 2006-2007 - Al Wasl Dubaï - Champion des Émirats arabes unis 2006-2007 - Al Wahda Abu Dhabi - Vice-champion des Émirats arabes unis 2006-2007 - Pakhtakor Tachkent - Champion d'Ouzbékistan 2007 - FC Bunyodkor - Vice-champion d'Ouzbékistan 2007 | - Sepahan Ispahan - Champion d'Iran 2006-2007 - Saipa Karaj - Vainqueur de la Coupe d'Iran 2007 - Arbil SC - Champion d'Irak 2006-2007 - Al Qowa Al Jawia Bagdad - Finaliste du championnat d'Irak 2006-2007 - Al Kuwait Kaifan - Champion du Koweït 2006-2007 - Al Qadisiya Koweït - Vainqueur de la Coupe du Koweït 2007 - Al Sadd Doha - Champion du Qatar 2006-2007 - Al Gharrafa Doha - Vice-champion du Qatar 2006-2007 - Al Ittihad Djeddah - Champion d'Arabie saoudite 2006-2007 - Al Ahly Djeddah - Vainqueur de la Coupe d'Arabie saoudite 2007 - Al-Karamah SC - Champion de Syrie 2006-2007 - Al Ittihad Alep - Vice-champion de Syrie 2006-2007 - Al Wasl Dubaï - Champion des Émirats arabes unis 2006-2007 - Al Wahda Abu Dhabi - Vice-champion des Émirats arabes unis 2006-2007 - Pakhtakor Tachkent - Champion d'Ouzbékistan 2007 - FC Bunyodkor - Vice-champion d'Ouzbékistan 2007 | - Sepahan Ispahan - Champion d'Iran 2006-2007 - Saipa Karaj - Vainqueur de la Coupe d'Iran 2007 - Arbil SC - Champion d'Irak 2006-2007 - Al Qowa Al Jawia Bagdad - Finaliste du championnat d'Irak 2006-2007 - Al Kuwait Kaifan - Champion du Koweït 2006-2007 - Al Qadisiya Koweït - Vainqueur de la Coupe du Koweït 2007 - Al Sadd Doha - Champion du Qatar 2006-2007 - Al Gharrafa Doha - Vice-champion du Qatar 2006-2007 - Al Ittihad Djeddah - Champion d'Arabie saoudite 2006-2007 - Al Ahly Djeddah - Vainqueur de la Coupe d'Arabie saoudite 2007 - Al-Karamah SC - Champion de Syrie 2006-2007 - Al Ittihad Alep - Vice-champion de Syrie 2006-2007 - Al Wasl Dubaï - Champion des Émirats arabes unis 2006-2007 - Al Wahda Abu Dhabi - Vice-champion des Émirats arabes unis 2006-2007 - Pakhtakor Tachkent - Champion d'Ouzbékistan 2007 - FC Bunyodkor - Vice-champion d'Ouzbékistan 2007 | - Sepahan Ispahan - Champion d'Iran 2006-2007 - Saipa Karaj - Vainqueur de la Coupe d'Iran 2007 - Arbil SC - Champion d'Irak 2006-2007 - Al Qowa Al Jawia Bagdad - Finaliste du championnat d'Irak 2006-2007 - Al Kuwait Kaifan - Champion du Koweït 2006-2007 - Al Qadisiya Koweït - Vainqueur de la Coupe du Koweït 2007 - Al Sadd Doha - Champion du Qatar 2006-2007 - Al Gharrafa Doha - Vice-champion du Qatar 2006-2007 - Al Ittihad Djeddah - Champion d'Arabie saoudite 2006-2007 - Al Ahly Djeddah - Vainqueur de la Coupe d'Arabie saoudite 2007 - Al-Karamah SC - Champion de Syrie 2006-2007 - Al Ittihad Alep - Vice-champion de Syrie 2006-2007 - Al Wasl Dubaï - Champion des Émirats arabes unis 2006-2007 - Al Wahda Abu Dhabi - Vice-champion des Émirats arabes unis 2006-2007 - Pakhtakor Tachkent - Champion d'Ouzbékistan 2007 - FC Bunyodkor - Vice-champion d'Ouzbékistan 2007 | - Sepahan Ispahan - Champion d'Iran 2006-2007 - Saipa Karaj - Vainqueur de la Coupe d'Iran 2007 - Arbil SC - Champion d'Irak 2006-2007 - Al Qowa Al Jawia Bagdad - Finaliste du championnat d'Irak 2006-2007 - Al Kuwait Kaifan - Champion du Koweït 2006-2007 - Al Qadisiya Koweït - Vainqueur de la Coupe du Koweït 2007 - Al Sadd Doha - Champion du Qatar 2006-2007 - Al Gharrafa Doha - Vice-champion du Qatar 2006-2007 - Al Ittihad Djeddah - Champion d'Arabie saoudite 2006-2007 - Al Ahly Djeddah - Vainqueur de la Coupe d'Arabie saoudite 2007 - Al-Karamah SC - Champion de Syrie 2006-2007 - Al Ittihad Alep - Vice-champion de Syrie 2006-2007 - Al Wasl Dubaï - Champion des Émirats arabes unis 2006-2007 - Al Wahda Abu Dhabi - Vice-champion des Émirats arabes unis 2006-2007 - Pakhtakor Tachkent - Champion d'Ouzbékistan 2007 - FC Bunyodkor - Vice-champion d'Ouzbékistan 2007 | - Sepahan Ispahan - Champion d'Iran 2006-2007 - Saipa Karaj - Vainqueur de la Coupe d'Iran 2007 - Arbil SC - Champion d'Irak 2006-2007 - Al Qowa Al Jawia Bagdad - Finaliste du championnat d'Irak 2006-2007 - Al Kuwait Kaifan - Champion du Koweït 2006-2007 - Al Qadisiya Koweït - Vainqueur de la Coupe du Koweït 2007 - Al Sadd Doha - Champion du Qatar 2006-2007 - Al Gharrafa Doha - Vice-champion du Qatar 2006-2007 - Al Ittihad Djeddah - Champion d'Arabie saoudite 2006-2007 - Al Ahly Djeddah - Vainqueur de la Coupe d'Arabie saoudite 2007 - Al-Karamah SC - Champion de Syrie 2006-2007 - Al Ittihad Alep - Vice-champion de Syrie 2006-2007 - Al Wasl Dubaï - Champion des Émirats arabes unis 2006-2007 - Al Wahda Abu Dhabi - Vice-champion des Émirats arabes unis 2006-2007 - Pakhtakor Tachkent - Champion d'Ouzbékistan 2007 - FC Bunyodkor - Vice-champion d'Ouzbékistan 2007 | - Sepahan Ispahan - Champion d'Iran 2006-2007 - Saipa Karaj - Vainqueur de la Coupe d'Iran 2007 - Arbil SC - Champion d'Irak 2006-2007 - Al Qowa Al Jawia Bagdad - Finaliste du championnat d'Irak 2006-2007 - Al Kuwait Kaifan - Champion du Koweït 2006-2007 - Al Qadisiya Koweït - Vainqueur de la Coupe du Koweït 2007 - Al Sadd Doha - Champion du Qatar 2006-2007 - Al Gharrafa Doha - Vice-champion du Qatar 2006-2007 - Al Ittihad Djeddah - Champion d'Arabie saoudite 2006-2007 - Al Ahly Djeddah - Vainqueur de la Coupe d'Arabie saoudite 2007 - Al-Karamah SC - Champion de Syrie 2006-2007 - Al Ittihad Alep - Vice-champion de Syrie 2006-2007 - Al Wasl Dubaï - Champion des Émirats arabes unis 2006-2007 - Al Wahda Abu Dhabi - Vice-champion des Émirats arabes unis 2006-2007 - Pakhtakor Tachkent - Champion d'Ouzbékistan 2007 - FC Bunyodkor - Vice-champion d'Ouzbékistan 2007 | - Sepahan Ispahan - Champion d'Iran 2006-2007 - Saipa Karaj - Vainqueur de la Coupe d'Iran 2007 - Arbil SC - Champion d'Irak 2006-2007 - Al Qowa Al Jawia Bagdad - Finaliste du championnat d'Irak 2006-2007 - Al Kuwait Kaifan - Champion du Koweït 2006-2007 - Al Qadisiya Koweït - Vainqueur de la Coupe du Koweït 2007 - Al Sadd Doha - Champion du Qatar 2006-2007 - Al Gharrafa Doha - Vice-champion du Qatar 2006-2007 - Al Ittihad Djeddah - Champion d'Arabie saoudite 2006-2007 - Al Ahly Djeddah - Vainqueur de la Coupe d'Arabie saoudite 2007 - Al-Karamah SC - Champion de Syrie 2006-2007 - Al Ittihad Alep - Vice-champion de Syrie 2006-2007 - Al Wasl Dubaï - Champion des Émirats arabes unis 2006-2007 - Al Wahda Abu Dhabi - Vice-champion des Émirats arabes unis 2006-2007 - Pakhtakor Tachkent - Champion d'Ouzbékistan 2007 - FC Bunyodkor - Vice-champion d'Ouzbékistan 2007 | - Melbourne Victory FC - Champion d'Australie 2006-2007 - Adélaïde United - Vice-champion d'Australie 2006-2007 - Changchun Yatai - Champion de Chine 2007 - Beijing Guoan - Vice-champion de Chine 2007 - Kashima Antlers - Gamba Osaka - Pohang Steelers - Champion de Corée du Sud 2007 - Chunnam Dragons - Vainqueur de la Coupe de Corée du Sud 2007 - Chonburi FC - Champion de Thaïlande 2007 - Krung Thai Bank - Vice-champion de Thaïlande 2007 - Becamex Binh Duong FC - Champion du Viêt Nam 2007 - Nam Dinh FC - Vainqueur de la Coupe du Viêt Nam 2007 | - Melbourne Victory FC - Champion d'Australie 2006-2007 - Adélaïde United - Vice-champion d'Australie 2006-2007 - Changchun Yatai - Champion de Chine 2007 - Beijing Guoan - Vice-champion de Chine 2007 - Kashima Antlers - Gamba Osaka - Pohang Steelers - Champion de Corée du Sud 2007 - Chunnam Dragons - Vainqueur de la Coupe de Corée du Sud 2007 - Chonburi FC - Champion de Thaïlande 2007 - Krung Thai Bank - Vice-champion de Thaïlande 2007 - Becamex Binh Duong FC - Champion du Viêt Nam 2007 - Nam Dinh FC - Vainqueur de la Coupe du Viêt Nam 2007 | - Melbourne Victory FC - Champion d'Australie 2006-2007 - Adélaïde United - Vice-champion d'Australie 2006-2007 - Changchun Yatai - Champion de Chine 2007 - Beijing Guoan - Vice-champion de Chine 2007 - Kashima Antlers - Gamba Osaka - Pohang Steelers - Champion de Corée du Sud 2007 - Chunnam Dragons - Vainqueur de la Coupe de Corée du Sud 2007 - Chonburi FC - Champion de Thaïlande 2007 - Krung Thai Bank - Vice-champion de Thaïlande 2007 - Becamex Binh Duong FC - Champion du Viêt Nam 2007 - Nam Dinh FC - Vainqueur de la Coupe du Viêt Nam 2007 | - Melbourne Victory FC - Champion d'Australie 2006-2007 - Adélaïde United - Vice-champion d'Australie 2006-2007 - Changchun Yatai - Champion de Chine 2007 - Beijing Guoan - Vice-champion de Chine 2007 - Kashima Antlers - Gamba Osaka - Pohang Steelers - Champion de Corée du Sud 2007 - Chunnam Dragons - Vainqueur de la Coupe de Corée du Sud 2007 - Chonburi FC - Champion de Thaïlande 2007 - Krung Thai Bank - Vice-champion de Thaïlande 2007 - Becamex Binh Duong FC - Champion du Viêt Nam 2007 - Nam Dinh FC - Vainqueur de la Coupe du Viêt Nam 2007 | - Melbourne Victory FC - Champion d'Australie 2006-2007 - Adélaïde United - Vice-champion d'Australie 2006-2007 - Changchun Yatai - Champion de Chine 2007 - Beijing Guoan - Vice-champion de Chine 2007 - Kashima Antlers - Gamba Osaka - Pohang Steelers - Champion de Corée du Sud 2007 - Chunnam Dragons - Vainqueur de la Coupe de Corée du Sud 2007 - Chonburi FC - Champion de Thaïlande 2007 - Krung Thai Bank - Vice-champion de Thaïlande 2007 - Becamex Binh Duong FC - Champion du Viêt Nam 2007 - Nam Dinh FC - Vainqueur de la Coupe du Viêt Nam 2007 | - Melbourne Victory FC - Champion d'Australie 2006-2007 - Adélaïde United - Vice-champion d'Australie 2006-2007 - Changchun Yatai - Champion de Chine 2007 - Beijing Guoan - Vice-champion de Chine 2007 - Kashima Antlers - Gamba Osaka - Pohang Steelers - Champion de Corée du Sud 2007 - Chunnam Dragons - Vainqueur de la Coupe de Corée du Sud 2007 - Chonburi FC - Champion de Thaïlande 2007 - Krung Thai Bank - Vice-champion de Thaïlande 2007 - Becamex Binh Duong FC - Champion du Viêt Nam 2007 - Nam Dinh FC - Vainqueur de la Coupe du Viêt Nam 2007 | - Melbourne Victory FC - Champion d'Australie 2006-2007 - Adélaïde United - Vice-champion d'Australie 2006-2007 - Changchun Yatai - Champion de Chine 2007 - Beijing Guoan - Vice-champion de Chine 2007 - Kashima Antlers - Gamba Osaka - Pohang Steelers - Champion de Corée du Sud 2007 - Chunnam Dragons - Vainqueur de la Coupe de Corée du Sud 2007 - Chonburi FC - Champion de Thaïlande 2007 - Krung Thai Bank - Vice-champion de Thaïlande 2007 - Becamex Binh Duong FC - Champion du Viêt Nam 2007 - Nam Dinh FC - Vainqueur de la Coupe du Viêt Nam 2007 | - Melbourne Victory FC - Champion d'Australie 2006-2007 - Adélaïde United - Vice-champion d'Australie 2006-2007 - Changchun Yatai - Champion de Chine 2007 - Beijing Guoan - Vice-champion de Chine 2007 - Kashima Antlers - Gamba Osaka - Pohang Steelers - Champion de Corée du Sud 2007 - Chunnam Dragons - Vainqueur de la Coupe de Corée du Sud 2007 - Chonburi FC - Champion de Thaïlande 2007 - Krung Thai Bank - Vice-champion de Thaïlande 2007 - Becamex Binh Duong FC - Champion du Viêt Nam 2007 - Nam Dinh FC - Vainqueur de la Coupe du Viêt Nam 2007 |

## Phase de groupes
Toutes les équipes participantes, à l'exception de Urawa Red Diamonds directement qualifié pour les quarts de finale, sont répartis dans sept groupes de 4 équipes. Les 16 clubs du Moyen-Orient et d'Asie centrale se retrouvent dans les groupes A, B, C et D. Les 12 équipes d'Australie, d'Asie de l'Est et d'Asie du Sud-Est sont dans les groupes E, F et G.
Les équipes terminant à la première place se qualifient pour les quarts de finale. Chaque groupe se déroule sur la base de matchs aller-retour. Les rencontres ont lieu entre le 12 mars et le 21 mai 2008.

### Groupe A
| Rang | Équipe             | Pts | J | G | N | P | Bp | Bc | Diff |  | Résultats (▼ dom., ► ext.) |     |     |     |     |
| ---- | ------------------ | --- | - | - | - | - | -- | -- | ---- |  | -------------------------- | --- | --- | --- | --- |
| 1    | FC Bunyodkor       | 13  | 6 | 4 | 1 | 1 | 8  | 2  | +6   |  | FC Bunyodkor               |     | 2-0 | 2-0 | 1-0 |
| 2    | Al Ittihad Djeddah | 9   | 6 | 3 | 0 | 3 | 6  | 5  | +1   |  | Al Ittihad Djeddah         | 1-0 |     | 0-1 | 3-0 |
| 3    | Sepahan Ispahan    | 7   | 6 | 2 | 1 | 3 | 5  | 8  | -3   |  | Sepahan Ispahan            | 1-1 | 2-1 |     | 0-2 |
| 4    | Al Ittihad Alep    | 6   | 6 | 2 | 0 | 4 | 4  | 8  | -4   |  | Al Ittihad Alep            | 0-2 | 0-1 | 2-1 |     |

### Groupe B
| Rang | Équipe                  | Pts | J | G | N | P | Bp | Bc | Diff |  | Résultats (▼ dom., ► ext.) |     |     |     |     |
| ---- | ----------------------- | --- | - | - | - | - | -- | -- | ---- |  | -------------------------- | --- | --- | --- | --- |
| 1    | Saipa Karaj             | 12  | 6 | 3 | 3 | 0 | 7  | 3  | +4   |  | Saipa Karaj                |     | 1-1 | 2-0 | 1-0 |
| 2    | Al Qowa Al Jawia Bagdad | 8   | 6 | 2 | 2 | 2 | 5  | 5  | 0    |  | Al Qowa Al Jawia Bagdad    | 0-1 |     | 1-2 | 0-0 |
| 3    | Al Wasl Dubaï           | 7   | 6 | 2 | 1 | 3 | 5  | 7  | -2   |  | Al Wasl Dubaï              | 1-1 | 0-1 |     | 1-0 |
| 4    | Al Kuwait Kaifan        | 5   | 6 | 1 | 2 | 3 | 4  | 6  | -2   |  | Al Kuwait Kaifan           | 1-1 | 1-2 | 2-1 |     |

### Groupe C
| Rang | Équipe             | Pts | J | G | N | P | Bp | Bc | Diff |  | Résultats (▼ dom., ► ext.) |     |     |     |     |
| ---- | ------------------ | --- | - | - | - | - | -- | -- | ---- |  | -------------------------- | --- | --- | --- | --- |
| 1    | Al Karama Homs     | 11  | 6 | 3 | 2 | 1 | 8  | 3  | +5   |  | Al Karama Homs             |     | 4-1 | 1-0 | 0-0 |
| 2    | Al Wahda Abu Dhabi | 9   | 6 | 2 | 3 | 1 | 6  | 7  | -1   |  | Al Wahda Abu Dhabi         | 1-0 |     | 2-2 | 2-1 |
| 3    | Al Sadd Doha       | 6   | 6 | 1 | 3 | 2 | 6  | 8  | -2   |  | Al Sadd Doha               | 0-2 | 0-0 |     | 2-1 |
| 4    | Al Ahly Djeddah    | 4   | 6 | 0 | 4 | 2 | 5  | 7  | -2   |  | Al Ahly Djeddah            | 1-1 | 0-0 | 2-2 |     |

### Groupe D
Le club de Al Qadisiya Koweït termine premier devant Pakhtakor Tachkent grâce à une meilleure différence de buts particulière dans les deux rencontres opposant ces deux équipes.
| Rang | Équipe             | Pts | J | G | N | P | Bp | Bc | Diff |  | Résultats (▼ dom., ► ext.) |     |     |     |     |
| ---- | ------------------ | --- | - | - | - | - | -- | -- | ---- |  | -------------------------- | --- | --- | --- | --- |
| 1    | Al Qadisiya Koweït | 11  | 6 | 3 | 2 | 1 | 8  | 7  | +1   |  | Al Qadisiya Koweït         |     | 2-2 | 1-1 | 1-0 |
| 2    | Pakhtakor Tachkent | 11  | 6 | 3 | 2 | 1 | 13 | 6  | +7   |  | Pakhtakor Tachkent         | 0-1 |     | 2-0 | 2-0 |
| 3    | Arbil SC           | 8   | 6 | 2 | 2 | 2 | 8  | 11 | -3   |  | Arbil SC                   | 4-2 | 1-5 |     | 1-1 |
| 4    | Al Gharrafa Doha   | 2   | 6 | 0 | 2 | 4 | 3  | 8  | -5   |  | Al Gharrafa Doha           | 0-1 | 2-2 | 0-1 |     |

### Groupe E
| Rang | Équipe                | Pts | J | G | N | P | Bp | Bc | Diff |  | Résultats (▼ dom., ► ext.) |     |     |     |     |
| ---- | --------------------- | --- | - | - | - | - | -- | -- | ---- |  | -------------------------- | --- | --- | --- | --- |
| 1    | Adélaïde United       | 14  | 6 | 4 | 2 | 0 | 9  | 2  | +7   |  | Adélaïde United            |     | 0-0 | 1-0 | 4-1 |
| 2    | Changchun Yatai       | 12  | 6 | 3 | 3 | 0 | 10 | 3  | +7   |  | Changchun Yatai            | 0-0 |     | 1-0 | 2-1 |
| 3    | Pohang Steelers       | 5   | 6 | 1 | 2 | 3 | 6  | 7  | -1   |  | Pohang Steelers            | 0-2 | 2-2 |     | 0-0 |
| 4    | Becamex Binh Duong FC | 1   | 6 | 0 | 1 | 5 | 4  | 17 | -13  |  | Becamex Binh Duong FC      | 1-2 | 0-5 | 1-4 |     |

### Groupe F
| Rang | Équipe          | Pts | J | G | N | P | Bp | Bc | Diff |  | Résultats (▼ dom., ► ext.) |     |     |     |     |
| ---- | --------------- | --- | - | - | - | - | -- | -- | ---- |  | -------------------------- | --- | --- | --- | --- |
| 1    | Kashima Antlers | 15  | 6 | 5 | 0 | 1 | 28 | 3  | +25  |  | Kashima Antlers            |     | 1-0 | 8-1 | 6-0 |
| 2    | Beijing Guoan   | 12  | 6 | 4 | 0 | 2 | 14 | 9  | +5   |  | Beijing Guoan              | 1-0 |     | 4-2 | 3-0 |
| 3    | Krung Thai Bank | 7   | 6 | 2 | 1 | 3 | 20 | 27 | -7   |  | Krung Thai Bank            | 1-9 | 5-3 |     | 9-1 |
| 4    | Nam Dinh FC     | 1   | 6 | 0 | 1 | 5 | 4  | 27 | -23  |  | Nam Dinh FC                | 0-4 | 1-3 | 2-2 |     |

### Groupe G
| Rang | Équipe               | Pts | J | G | N | P | Bp | Bc | Diff |  | Résultats (▼ dom., ► ext.) |     |     |     |     |
| ---- | -------------------- | --- | - | - | - | - | -- | -- | ---- |  | -------------------------- | --- | --- | --- | --- |
| 1    | Gamba Osaka          | 14  | 6 | 4 | 2 | 0 | 14 | 8  | +6   |  | Gamba Osaka                |     | 2-0 | 1-1 | 1-1 |
| 2    | Melbourne Victory FC | 7   | 6 | 2 | 1 | 3 | 10 | 11 | -1   |  | Melbourne Victory FC       | 3-4 |     | 2-0 | 3-1 |
| 3    | Chunnam Dragons      | 6   | 6 | 1 | 3 | 2 | 8  | 10 | -2   |  | Chunnam Dragons            | 3-4 | 1-1 |     | 1-0 |
| 4    | Chonburi FC          | 5   | 6 | 1 | 2 | 3 | 7  | 10 | -3   |  | Chonburi FC                | 0-2 | 3-1 | 2-2 |     |

## Phase finale
|  | Quarts de finale        | Quarts de finale        | Quarts de finale        | Quarts de finale        |                 |                 | Demi-finales         | Demi-finales         | Demi-finales         | Demi-finales         |  |  | Finale                | Finale                | Finale                | Finale                |
|  |                         |                         |                         |                         |                 |                 |                      |                      |                      |                      |  |  |                       |                       |                       |                       |
|  | 17 et 24 septembre 2008 | 17 et 24 septembre 2008 | 17 et 24 septembre 2008 | 17 et 24 septembre 2008 |                 |                 | 8 et 22 octobre 2008 | 8 et 22 octobre 2008 | 8 et 22 octobre 2008 | 8 et 22 octobre 2008 |  |  | 5 et 12 novembre 2008 | 5 et 12 novembre 2008 | 5 et 12 novembre 2008 | 5 et 12 novembre 2008 |
|  | 17 et 24 septembre 2008 | 17 et 24 septembre 2008 | 17 et 24 septembre 2008 | 17 et 24 septembre 2008 |                 |                 | 8 et 22 octobre 2008 | 8 et 22 octobre 2008 | 8 et 22 octobre 2008 | 8 et 22 octobre 2008 |  |  | 5 et 12 novembre 2008 | 5 et 12 novembre 2008 | 5 et 12 novembre 2008 | 5 et 12 novembre 2008 |
|  | Al Karama Homs          | Al Karama Homs          | 1                       | 0                       |                 |                 | 8 et 22 octobre 2008 | 8 et 22 octobre 2008 | 8 et 22 octobre 2008 | 8 et 22 octobre 2008 |  |  | 5 et 12 novembre 2008 | 5 et 12 novembre 2008 | 5 et 12 novembre 2008 | 5 et 12 novembre 2008 |
|  | Al Karama Homs          | Al Karama Homs          | 1                       | 0                       |                 |                 | 8 et 22 octobre 2008 | 8 et 22 octobre 2008 | 8 et 22 octobre 2008 | 8 et 22 octobre 2008 |  |  | 5 et 12 novembre 2008 | 5 et 12 novembre 2008 | 5 et 12 novembre 2008 | 5 et 12 novembre 2008 |
|  | Gamba Osaka             | Gamba Osaka             | 2                       | 2                       |                 |                 | 8 et 22 octobre 2008 | 8 et 22 octobre 2008 | 8 et 22 octobre 2008 | 8 et 22 octobre 2008 |  |  | 5 et 12 novembre 2008 | 5 et 12 novembre 2008 | 5 et 12 novembre 2008 | 5 et 12 novembre 2008 |
|  | Gamba Osaka             | Gamba Osaka             | 2                       | 2                       | Gamba Osaka     | Gamba Osaka     | 1                    | 3                    |                      |                      |  |  | 5 et 12 novembre 2008 | 5 et 12 novembre 2008 | 5 et 12 novembre 2008 | 5 et 12 novembre 2008 |
|  | 17 et 24 septembre 2008 |                         |                         |                         | Gamba Osaka     | Gamba Osaka     | 1                    | 3                    |                      |                      |  |  | 5 et 12 novembre 2008 | 5 et 12 novembre 2008 | 5 et 12 novembre 2008 | 5 et 12 novembre 2008 |
|  |                         |                         | Urawa Red DiamondsT     | Urawa Red DiamondsT     | 1               | 1               |                      |                      |                      |                      |  |  | 5 et 12 novembre 2008 | 5 et 12 novembre 2008 | 5 et 12 novembre 2008 | 5 et 12 novembre 2008 |
|  | Al Qadisiya Koweït      | Al Qadisiya Koweït      | Urawa Red DiamondsT     | Urawa Red DiamondsT     | 1               | 1               | 3                    | 0                    |                      |                      |  |  | 5 et 12 novembre 2008 | 5 et 12 novembre 2008 | 5 et 12 novembre 2008 | 5 et 12 novembre 2008 |
|  | Al Qadisiya Koweït      | Al Qadisiya Koweït      | 8 et 22 octobre 2008    |                         |                 |                 | 3                    | 0                    |                      |                      |  |  | 5 et 12 novembre 2008 | 5 et 12 novembre 2008 | 5 et 12 novembre 2008 | 5 et 12 novembre 2008 |
|  | Urawa Red Diamonds'T'   | Urawa Red Diamonds'T'   | 2                       | 2                       |                 |                 |                      |                      |                      |                      |  |  | 5 et 12 novembre 2008 | 5 et 12 novembre 2008 | 5 et 12 novembre 2008 | 5 et 12 novembre 2008 |
|  | Urawa Red Diamonds'T'   | Urawa Red Diamonds'T'   | 2                       | 2                       | Gamba Osaka     | Gamba Osaka     | 3                    | 2                    |                      |                      |  |  |                       |                       |                       |                       |
|  | 17 et 24 septembre 2008 |                         |                         |                         | Gamba Osaka     | Gamba Osaka     | 3                    | 2                    |                      |                      |  |  |                       |                       |                       |                       |
|  |                         |                         | Adélaïde United         | Adélaïde United         | 0               | 0               |                      |                      |                      |                      |  |  |                       |                       |                       |                       |
|  | Kashima Antlers         | Kashima Antlers         | Adélaïde United         | Adélaïde United         | 0               | 0               | 1                    | 0                    |                      |                      |  |  |                       |                       |                       |                       |
|  | Kashima Antlers         | Kashima Antlers         |                         |                         |                 |                 |                      |                      |                      |                      |  |  |                       |                       |                       |                       |
|  | Adélaïde United         | Adélaïde United         | 1                       | 1                       |                 |                 |                      |                      |                      |                      |  |  |                       |                       |                       |                       |
|  | Adélaïde United         | Adélaïde United         | 1                       | 1                       | Adélaïde United | Adélaïde United | 3                    | 0                    |                      |                      |  |  |                       |                       |                       |                       |
|  | 17 et 24 septembre 2008 |                         |                         |                         | Adélaïde United | Adélaïde United | 3                    | 0                    |                      |                      |  |  |                       |                       |                       |                       |
|  |                         |                         | FC Bunyodkor            | FC Bunyodkor            | 0               | 1               |                      |                      |                      |                      |  |  |                       |                       |                       |                       |
|  | Saipa Karaj             | Saipa Karaj             | FC Bunyodkor            | FC Bunyodkor            | 0               | 1               | 2                    | 1                    |                      |                      |  |  |                       |                       |                       |                       |
|  | Saipa Karaj             | Saipa Karaj             |                         |                         |                 |                 |                      | 1                    |                      |                      |  |  |                       |                       |                       |                       |
|  | FC Bunyodkor            | FC Bunyodkor            | 2                       | 5                       |                 |                 |                      |                      |                      |                      |  |  |                       |                       |                       |                       |
|  | FC Bunyodkor            | FC Bunyodkor            | 2                       | 5                       |                 |                 |                      |                      |                      |                      |  |  |                       |                       |                       |                       |
|  |                         |                         |                         |                         |                 |                 |                      |                      |                      |                      |  |  |                       |                       |                       |                       |

### Finale
| 5 novembre 2008 | Gamba Osaka                       | 3 - 0 | Adélaïde United | Stade de l'Expo '70, Osaka                                |                                                           |
| 19:00           | Lucas 37e · Endō 43e · Yasuda 68e |       |                 | Spectateurs : 20 639 Arbitrage : Abdul Malik Abdul Bashir | Spectateurs : 20 639 Arbitrage : Abdul Malik Abdul Bashir |

| 12 novembre 2008 | Adélaïde United | 0 - 2 | Gamba Osaka   | Hindmarsh Stadium, Adélaïde                             |                                                         |
| 19:30            |                 |       | 4e, 15e Lucas | Spectateurs : 17 000 Arbitrage : Subkhiddin Mohd Salleh | Spectateurs : 17 000 Arbitrage : Subkhiddin Mohd Salleh |

| Ligue des champions de l'AFC Vainqueur 2008 |
| ------------------------------------------- |
| Drapeau du Japon                            |
| Gamba Osaka Premier titre                   |